# Matheo Mateos
Matheo Mateos (ur. 10 listopada 2000 w Asunción) – paragwajski pływak specjalizujący się w stylach zmiennym i dowolnym, olimpijczyk z Paryża 2024.

## Udział w zawodach międzynarodowych
| Impreza              | Rok  | Gospodarz | st. dowolny | st. dowolny | st. zmienny | st. zmienny | st. zmienny |
| Impreza              | Rok  | Gospodarz | 200 m       | 400 m       | 200 m       | 400 m       | 4x100 m     |
| -------------------- | ---- | --------- | ----------- | ----------- | ----------- | ----------- | ----------- |
| Igrzyska olimpijskie | 2024 | Paryż     | —           | —           | 20          | —           | —           |
| Mistrzostwa świata   | 2022 | Budapeszt | —           | —           | 30          | 27          | 17          |
| Mistrzostwa świata   | 2023 | Fukuoka   | 49          | —           | DSQ         | —           | —           |
| Mistrzostwa świata   | 2024 | Doha      | —           | 42          | —           | —           | —           |